# Charakteristik (Algebra)
Die Charakteristik ist in der Algebra eine Kennzahl eines Ringes oder Körpers. Sie gibt die kleinste Anzahl der benötigten Schritte an, in denen man das multiplikative neutrale Element (1) eines Körpers oder Rings addieren muss, um das additive neutrale Element (0) zu erhalten. Ist dies nicht möglich, so ist die Charakteristik 0. Davon zu unterscheiden ist der mathematische Begriff Charakter. 

## Definition
Die Charakteristik eines unitären Ringes {\displaystyle R} ist die kleinste natürliche Zahl {\displaystyle n\geq 1}, für die in der Arithmetik des Ringes die {\displaystyle n}-fache Summe des Einselementes {\displaystyle 1} gleich dem Nullelement wird, also
{\displaystyle \underbrace {1+1+\dotsb +1} _{n{\text{-mal}}}=0},
falls eine solche Zahl existiert. Anderenfalls, also wenn jede endliche Summe von Einsen ungleich null ist, wird die Charakteristik des Ringes als {\displaystyle 0} definiert.
Eine übliche Abkürzung der Charakteristik von {\displaystyle R} ist {\displaystyle \operatorname {char} (R)}.
Alternative Definitionsmöglichkeiten, die keine Sonderbehandlung für das Ergebnis {\displaystyle 0} benötigen, sind:
- Die Charakteristik des unitären Rings {\displaystyle R} ist der eindeutig bestimmte nichtnegative Erzeuger des Kerns des kanonischen unitären Ringhomomorphismus

{\displaystyle \chi \colon \mathbb {Z} \to R\colon \chi (n):=n\cdot 1_{R}}.
- Die Charakteristik des unitären Rings {\displaystyle R} ist die eindeutig bestimmte nichtnegative ganze Zahl {\displaystyle n}, für die {\displaystyle R} einen unitären Teilring enthält, der isomorph zum Restklassenring {\displaystyle \mathbb {Z} /n\mathbb {Z} } ist. (Beachte, dass {\displaystyle \mathbb {Z} /0\mathbb {Z} =\mathbb {Z} } ist.)

### Bemerkung
Obige Definitionen erklären insbesondere auch die Charakteristik von Körpern, denn jeder Körper ist ein unitärer Ring.

## Eigenschaften

### Bei Ringen
Jeder unitäre Teilring {\displaystyle S} eines unitären Rings {\displaystyle R} hat dieselbe Charakteristik wie {\displaystyle R}.
Gibt es einen Ringhomomorphismus {\displaystyle R\to S} zwischen zwei unitären Ringen {\displaystyle R} und {\displaystyle S}, so ist die Charakteristik von {\displaystyle S} ein Teiler der Charakteristik von {\displaystyle R}.
Für jeden Integritätsring (und insbesondere jeden Körper) ist die Charakteristik entweder 0 oder eine Primzahl (zum Beweis siehe Artikel Integritätsring). Im letzteren Fall spricht man auch von positiver Charakteristik.
Ist {\displaystyle R} ein kommutativer unitärer Ring mit Primzahlcharakteristik {\displaystyle p}, dann gilt {\displaystyle (x+y)^{p}=x^{p}+y^{p}} für alle {\displaystyle x,y\in R}. Die Abbildung {\displaystyle f\colon R\to R,\;x\mapsto x^{p}} ist dann ein Ringhomomorphismus und wird Frobeniushomomorphismus genannt.
Ein kommutativer Ring mit der Charakteristik 0 wird ein Ring gemischter Charakteristik genannt, wenn es ein Ideal {\displaystyle I} des Rings gibt, so dass {\displaystyle R/I} positive Charakteristik hat. Ein Beispiel ist der Ring der ganzen Zahlen {\displaystyle \mathbb {Z} } mit Charakteristik Null, bei dem  {\displaystyle \mathbb {F} _{p}=\mathbb {Z} /p\mathbb {Z} } für jede Primzahl {\displaystyle p} ein endlicher Körper mit Charakteristik {\displaystyle p} ist.

#### Beispiel
Der Restklassenring {\displaystyle \mathbb {Z} /n\mathbb {Z} } hat die Charakteristik {\displaystyle n}.

### Bei Körpern
Körper haben eine Charakteristik, die 0 ist oder eine Primzahl {\displaystyle p}. Denn sonst gäbe es zwei von 0 verschiedene Zahlen, z. B. {\displaystyle a\neq 0\neq b} mit {\displaystyle a\times b=0}. Körper einer Charakteristik {\displaystyle \neq 0} enthalten als Primkörper den endlichen Körper {\displaystyle \mathbb {F} _{p}}.
Jeder geordnete Körper hat die Charakteristik 0; Beispiele sind die rationalen Zahlen oder die reellen Zahlen.
Jeder Körper der Charakteristik 0 ist unendlich; er enthält nämlich einen Primkörper, der isomorph zum Körper der rationalen Zahlen ist.

#### Beispiele
- Da der Körper der komplexen Zahlen die rationalen Zahlen enthält, ist auch seine Charakteristik 0.

- Für ein irreduzibles Polynom {\displaystyle g} vom Grad {\displaystyle n} über dem Restklassenkörper {\displaystyle \mathbb {F} _{p}} ist der Faktorring {\displaystyle \mathbb {F} _{p}[X]/(g)} ein Körper (der isomorph ist zum endlichen Körper {\displaystyle \mathbb {F} _{p^{n}}}), der {\displaystyle \mathbb {F} _{p}} enthält und demnach die Charakteristik {\displaystyle p} hat.

- Die Mächtigkeit eines endlichen Körpers der Charakteristik {\displaystyle p} ist eine Potenz von {\displaystyle p}. Denn er enthält den Teilkörper {\displaystyle \mathbb {F} _{p}} und ist ein endlichdimensionaler Vektorraum über diesem Teilkörper. Aus der linearen Algebra ist bekannt, dass die Ordnung des Vektorraums dann eine Potenz von {\displaystyle p} ist.

- Es gibt unendliche Körper mit Primzahlcharakteristik; Beispiele sind der Körper der rationalen Funktionen über {\displaystyle \mathbb {F} _{p}} oder der algebraische Abschluss von {\displaystyle \mathbb {F} _{p}}.